# بوبي إيتون
بوبي إيتون (بالإنجليزية: Bobby Eaton)‏ (و. 1958  م) هو مصارع محترف أمريكي، ولد في هنتسفيل، ألاباما.

## وصلات خارجية
- بوبي إيتون على موقع IMDb (الإنجليزية)
- بوبي إيتون على موقع قاعدة بيانات الفيلم (الإنجليزية)
- بوبي إيتون على موقع WrestlingData.com (الإنجليزية)
- بوبي إيتون على موقع CageMatch worker (الإنجليزية)
- بوبي إيتون على موقع قاعدة بيانات المصارعة على الإنترنت (الإنجليزية)
- بوبي إيتون على موقع عالم المصارعة على الإنترنت (الإنجليزية)
- بوبي إيتون في قاعدة بيانات الأفلام على الإنترنت